# والتر وايلد
والتر وايت  (بالإنجليزية: Walter white)‏ مواليد 13 أكتوبر 1872، لاعب كرة قدم سويسري سابق لعب مع نادي برشلونة في بداية تأسيس النادي، وهو كذلك أول رئيس للنادي، وكان ضمن الأحد عشر لاعباً الذين استجابوا لإعلان خوان غامبر ووضعوا حجر الأساس للنادي، بلغت فترة رئاستة للنادي 513 يوماً، بدأت من 29 نوفمبر 1899 وانتهت في 25 أبريل 1901، توفي سنة 1949 في الذكرى الخمسين لتأسيس النادي.